# Giesensdorf
Giesensdorf est une commune allemande du Schleswig-Holstein, située dans l'arrondissement du duché de Lauenbourg (Kreis Herzogtum Lauenburg), à quatre kilomètres au sud-ouest du centre-ville de Ratzebourg. Giesensdorf fait partie de l'Amt Lauenburgische Seen (« lacs lauenbourgeois ») qui regroupe 25 communes autour de Ratzebourg.